# Джеррі Гарсія
Джеррі Гарсія (англ. Jerry Garcia, повне ім'я — Джером Джон Гарсіа; 1 серпня 1942 — 9 серпня 1995) — американський музикант, гітарист гурту «Grateful Dead», основоположник психоделічного року на західному узбережжі США. Найбільше відомий як гітарист гурту Grateful Dead. Посідає 13-ту сходинку у Списку 100 найкращих гітаристів усіх часів за версією журналу Rolling Stone.